# Dorfkirche Küstrinchen

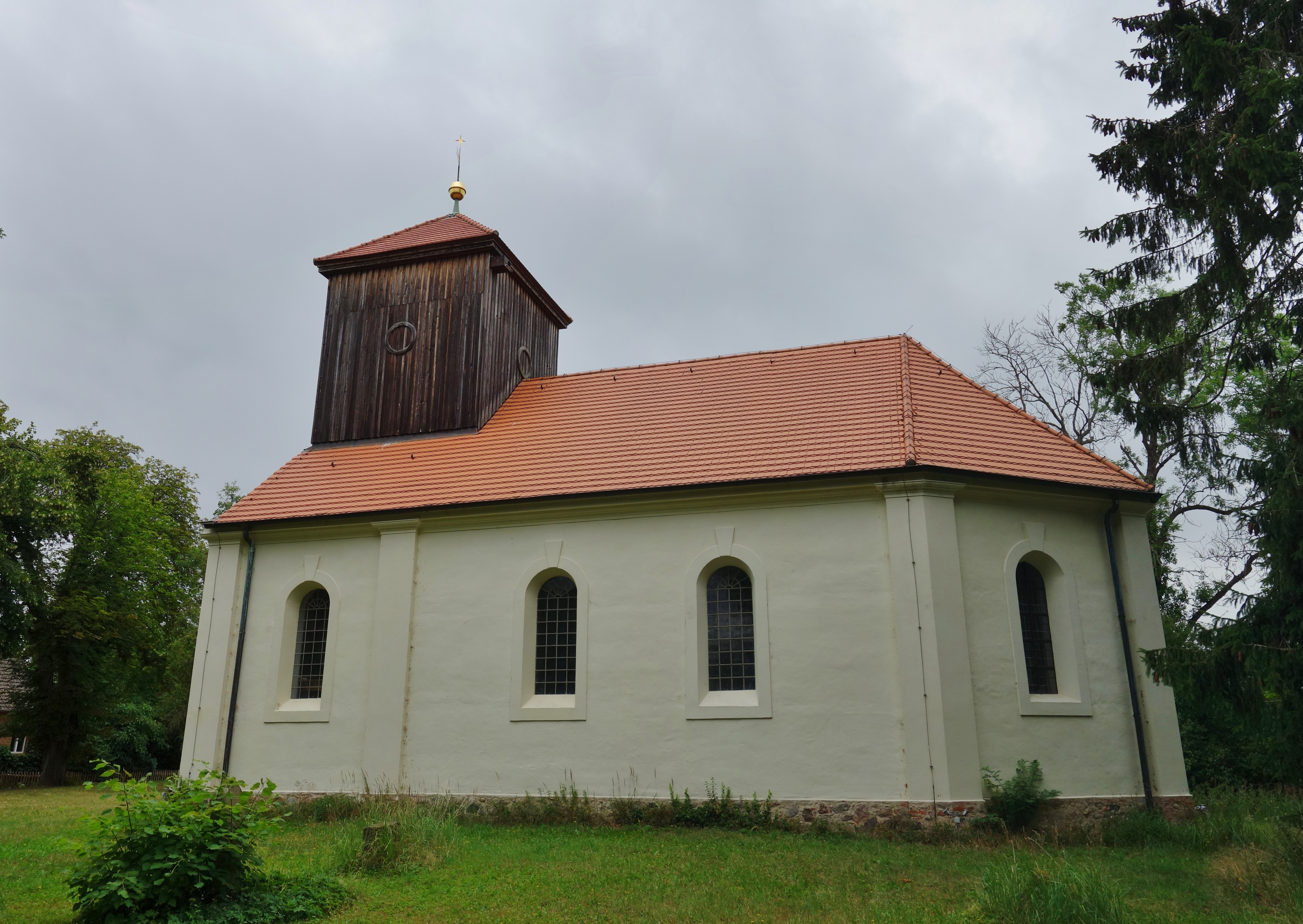
Dorfkirche Küstrinchen

Die evangelische Dorfkirche Küstrinchen ist eine Saalkirche in Küstrinchen, einem Ortsteil der Stadt Lychen im Landkreis Uckermark im Land Brandenburg. Die Kirchengemeinde gehört zum Kirchenkreis Oberes Havelland der Evangelischen Kirche Berlin-Brandenburg-schlesische Oberlausitz.

## Lage
Die Straße Küstrinchen führt von Westen kommend in den Ortskern. Dort steht die Kirche südlich des Großen Küstriner Sees und am nördlichen Ende des Dorfangers auf einer erhöhten Fläche mit einem ehemaligen Kirchfriedhof, der mit einer Mauer aus unbehauenen und nicht lagig geschichteten Feldsteinen eingefriedet ist.

## Geschichte
Im 17. Jahrhundert muss es im Ort bereits eine Kirche gegeben haben. Sie wurde im Dreißigjährigen Krieg jedoch zerstört und lag wüst. Christian Friedrich von Arnim ließ 1693 das verbleibende Baumaterial verkaufen, den Altar entnehmen und in einem Kalkofen in der Umgebung einmauern. Küstrinchen wurde fortan seelsorgerisch von Lychen aus betreut. Aus dieser Zeit ist aus dem Jahr 1716 ein Pastor Hindenberg überliefert.
Erst 1742 ließ der Kirchenpatron von Arnim auf Boitzenburg einen Neubau errichten. Er wurde 1747 fertiggestellt und kostete 2971 Reichstaler; die Kirchweihe schlug mit 32 Reichstalern zu Buche. 1802 wurde die Parochie Beenz, zu der auch Küstrinchen gehörte, aufgelöst und der Ort kam zu Warthe. Bis 1960 fanden im Gebäude noch Gottesdienste statt, bis 1970 wurden auf dem Friedhof Beerdigungen durchgeführt. Anschließend ließ das Interesse an der Kirche stetig nach. Der letzte Gottesdienst mit vier Besuchern fand unter Pfarrer Plum am 9. November 1975 statt. Im Jahr 1984 verkaufte die Kirchengemeinde die Glocken, während der Altar sowie die Kanzel als Dauerleihgabe nach Grunewald kamen. Das Gebäude war zwar nach wie vor geweiht, wurde aber durch den Forstbetrieb zur Lagerung von Futtergetreide genutzt.
Nach der Wende wurde im Jahr 1992 für 20.000 Mark eine Notsicherung vorgenommen. 2001 gründete sich ein Förderverein, der sich seit dieser Zeit für den Wiederaufbau und Erhalt des Gebäudes einsetzt. Er bewarb sich beim Projekt Startkapital für Kirchen-Fördervereine, das 2002 erstmals vom Förderkreis Alte Kirchen Berlin-Brandenburg angeboten wurde. Die Jury entschied sich bei mehr als 40 Bewerbungen unter anderem auch für Küstrinchen und zahlte das Preisgeld von 2500 Euro als Anschubfinanzierung aus. Damit konnte der Förderverein in Küstrinchen weitere Mittel einwerben, Sponsoren gewinnen und Spenden einwerben. In einem ersten Schritt wurde das Dach saniert, so dass zu Ostern 2003 ein erster Gottesdienst in der notgesicherten Kirche stattfinden konnte. Bis 2005 war der Kirchturm saniert und das Bauwerk erhielt ein neues Geläut – ein Geschenk der Kirchengemeinde in Ratingen. Bereits während der Sanierungsarbeiten fanden zahlreiche Benefizkonzerte statt, darunter auch Sänger der Wiener Staatsoper. Mittlerweile findet einmal im Jahr ein Konzert des Preußischen Kammerorchesters Prenzlau statt.

## Baubeschreibung

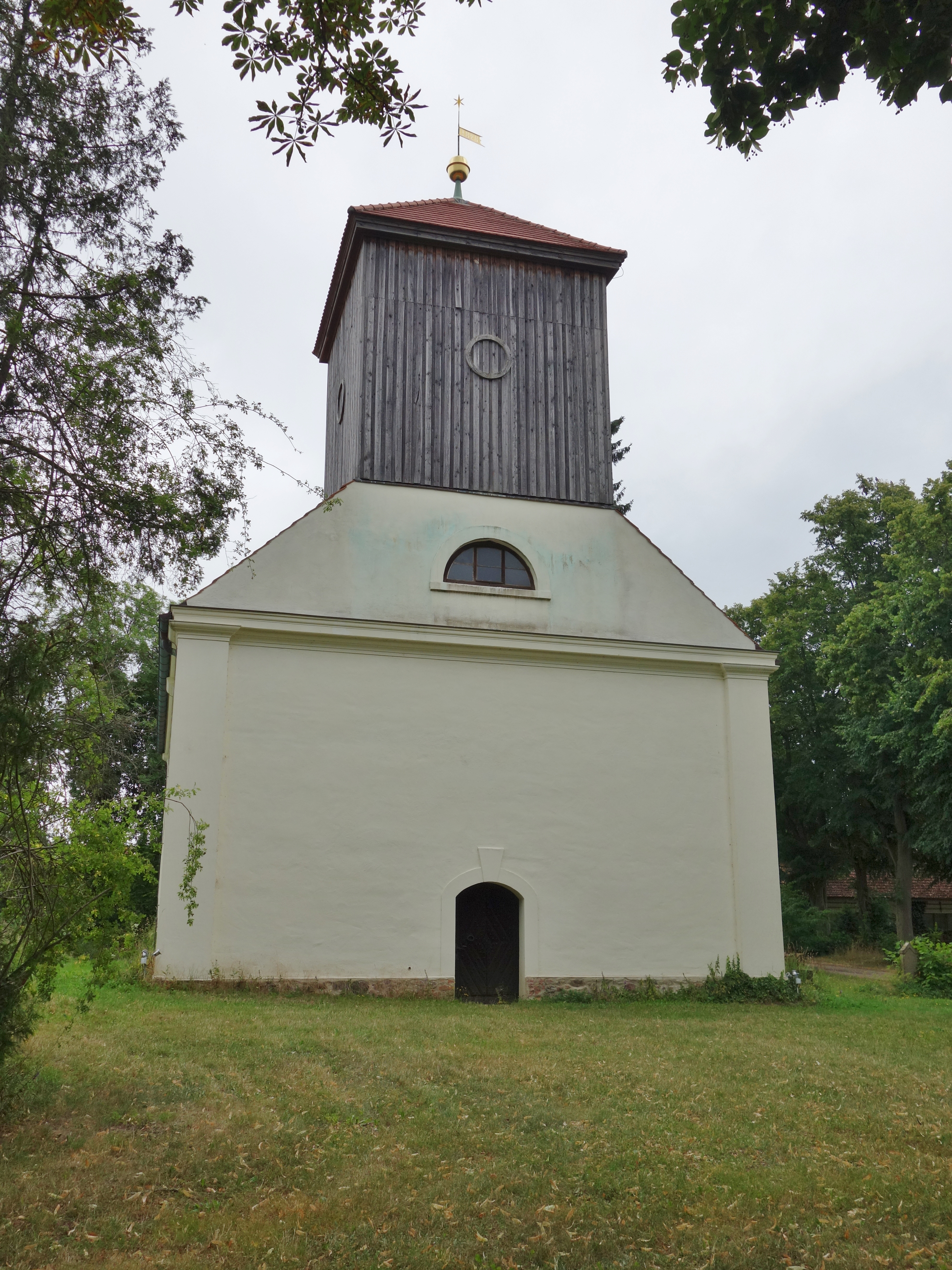
Ansicht von Westen

Das Bauwerk entstand im Wesentlichen aus Mauersteinen, die anschließend verputzt wurden. Der Chor ist nicht eingezogen und hat einen dreiseitigen Ostschluss. In jedem Feld ist ein Rundbogenfenster, dessen Form durch eine aufgeputzte Fasche sowie je einen Schlussstein nochmals betont wird.
Daran schließt sich das Kirchenschiff an, dessen Gebäudeecken durch Pilaster betont werden. An der Nord- und Südseite sind zwei große Rundbogenfenster, die die Form aus dem Chor aufnehmen. Nach Westen versetzt und durch einen weiteren Pilaster getrennt, sind an jeder Seite nochmals ein großes Rundbogenfenster.
Der Zugang erfolgt von Westen her über eine kleine, gedrückt-segmentbogenförmige Pforte. Die übrige Wand ist fensterlos. Der Giebel wird durch eine umlaufende Voute, die sich auf der Höhe der Dachtraufe des Schiffs befindet, vom übrigen Baukörper getrennt. Dort ist ein halbkreisförmiges Fenster. Oberhalb erhebt sich der verbretterte Turmaufsatz, der mit einem Pyramidendach, Turmkugel und Stern abschließt.

## Ausstattung
Das Altarretabel besteht aus zwei verzierten Pilastern mit Akanthus sowie großen Blumen. Im Altarblatt wird eine Stelle aus der Bibel zitiert, oberhalb im Altarauszug ist das Gottesauge. Das Werk stammt von Heinrich Bernhat Hattenkerel und wurde 1720 geschaffen. Der polygonale Kanzelkorb ist mit gewundenen Ecksäulchen verziert und steht auf einer ebenfalls gewundenen Säule. In den Brüstungsfeldern sind Jesus Christus sowie Paulus von Tarsus und der Evangelist Johannes zu sehen. Sie stammt ausweislich einer Inschrift aus dem Jahr 1699. Das Gestühl sowie die Empore stammen aus dem 18. Jahrhundert. Zur weiteren Kirchenausstattung gehört eine Fünte aus Messing mit einem Durchmesser von 26,5 cm und der Gravur „C.L.M. 1759“.